# Epipocus toltecus
Epipocus toltecus är en skalbaggsart som beskrevs av Strohecker 1977. Epipocus toltecus ingår i släktet Epipocus och familjen svampbaggar. Inga underarter finns listade i Catalogue of Life.